# Say it ain’t so
Say it ain’t so is het tweede studioalbum van Murray Head. Het album is opgenomen in de Morgan Studios in Londen onder leiding van muziekproducent Paul Samwell-Smith.
Op het album staat het nummer  Say it ain't so, Joe, een lied waarmee later Roger Daltrey een hitje had. Er kwamen nog een aantal covers van dat lied. Cliff Richard coverde later Never even thought, The Hollies gebruikten zowel When I’m yours als Say it ain't so, Joe.  
Van het album kwamen drie singles:
- Say it ain't so, Joe
- Someone's rocking my dreamboat
- Never even thought

De eerste editie van OOR's Pop-encyclopedie vermeldde dat het album net de hitparades niet haalde, maar in Nederland in kleine kringen een warm onthaal kreeg. Het album zou in Canada en Frankrijk eveneens redelijk verkoopcijfers hebben gehaald.

## Musici
Tijdens de opnamen kwam een keur aan popmusici langs:
- Murray Head – zang, akoestische gitaar
- Bob Weston – gitaar (alle tracks)
- Alun Davies – gitaar (tracks 1, 3, 7)
- Jim Cregan – gitaar (1, 3, 7)
- Micky Finn – gitaar (2, 5, 6, 9, 10)
- Bruce Lynch – basgitaar (1, 3, 7, 9)
- Nicky South – basgitaar (2, 6, 10)
- Arthur Watts – contrabas (4)
- Brian Brocklehurst- contrabas (5)
- Charles Jankle – toetsinstrumenten (2)
- Ann Odell – toetsinstrumenten (2, 7)
- Tony Kaye – toetsinstrumenten (5)
- Billy Day – orgel (4)
- Glenn Lafleur – slagwerk (1) percussie (7)
- Simon Phillips – slagwerk (2, 6)
- Gerry Conway – slagwerk (3, 7)
- Pete Thompson – slagwerk (5, 9, 10)
- Brother James – percussie (1, 7)
- Chilli Charles – percussie (1, 7)
- Maurice Pert – percussie (8)
- achtergrondzang: Alun Davies, Sue Lynch, Anthony Head, Pam Keevil, Vicky Brown, Liza Strike
- P.J. Crotty – fluitjes (3)
- The tropic Isles – steelband (3)
- John Altman – klarinet (5)
- Anthony Healey – trombone (5)
- Noel Norris – trompet (5)
- Graham Preskett – mandoline (8)

## Muziek
| Nr. | Titel                                                                | Duur |
| --- | -------------------------------------------------------------------- | ---- |
| 1.  | Say it ain't so, Joe (Head)                                          | 4:36 |
| 2.  | Boy on the bridge (Head)                                             | 3:48 |
| 3.  | Boats away (Head)                                                    | 4:18 |
| 4.  | When I’m yours (Head)                                                | 4:04 |
| 5.  | Someone’s rocking my dreamboat (Leon René, Emerson Scott, Otis René) | 2:44 |
| 6.  | She’s such a drag (Head)                                             | 4:17 |
| 7.  | Never even thought (Head)                                            | 5:02 |
| 8.  | Silence is a strong reply (Head, Weston)                             | 2:49 |
| 9.  | Don’t forget him now (Head)                                          | 4:26 |
| 10. | You’re so tasty (Head)                                               | 3:27 |